# Roger A. Nicoll
Roger Andrew Nicoll (* 1941 in Princeton, New Jersey) ist ein US-amerikanischer Neurowissenschaftler an der University of California, San Francisco.

## Leben
Nicoll studierte zunächst an der Lawrence University in Appleton, Wisconsin, Biologie und Chemie, bevor an die University of Rochester Medical School in Rochester, New York wechselte. Nachdem er ein Buch des Physiologen und Nobelpreisträgers John Carew Eccles gelesen hatte, unterbrach Nicoll sein Medizinstudium, um ein Jahr an den National Institutes of Health (NIH) elektrophysiologische Studien zu betreiben. Nach dem Erwerb des M.D. 1968 kehrte Nicoll an die NIH zurück. Nach zwei Jahren Lehrtätigkeit und Zusammenarbeit mit Eccles an der University at Buffalo, The State University of New York in Buffalo, New York, erhielt Nicoll 1975 eine Professur an der University of California, San Francisco, wo er heute (2012) als Professor für zelluläre und molekulare Pharmakologie die Erforschung der zellulären und molekularen Mechanismen von Lernen und Gedächtnis bei Säugetieren leitet.

## Wirken
Nicoll konnte mittels elektrophysiologischer Experimente grundlegende Erkenntnisse zur neuronalen und zur synaptischen Plastizität bei Vertebraten gewinnen. Darüber hinaus konnte er verschiedene Mechanismen der Wirkung von bestimmten Wirkstoffen und Neurotransmittern – darunter Cannabinoide und Endocannobinoide (siehe auch Endocannabinoid-System) – aufklären und tiefere Einblicke in die Differenziertheit und Komplexität der synaptischen Signaltransduktion im Gehirn gewinnen.

## Auszeichnungen (Auswahl)
- 1989 W. Alden Spencer Award
- 1994 Mitglied der National Academy of Sciences
- 1999 Mitglied der American Academy of Arts and Sciences[2]
- 2004 Heinrich-Wieland-Preis[3]
- 2005 Perl-UNC Neuroscience Prize
- 2006 Gruber-Preis für Neurowissenschaften[4]
- 2010 NAS Award in the Neurosciences[5]
- 2011 Pasarow Award in Neuropsychiatry[6]
- 2014 Ralph-W.-Gerard-Preis
- 2014 Warren Alpert Foundation Prize